# Lista över politiska partier i Finland

## Partier i Finland

### Partier som är representerade i riksdagen
|  | Samlingspartiet     | Saml  | Petteri Orpo       | center-höger   | liberalkonservatism   | 48 / 200 | 1 554 / 8 859 | 4 / 15 |
|  | Sannfinländarna     | Sannf | Riikka Purra       | höger          | nationalkonservatism  | 46 / 200 | 1 350 / 8 859 | 1 / 15 |
|  | Socialdemokraterna  | SDP   | Antti Lindtman     | center-vänster | socialdemokrati       | 43 / 200 | 1 449 / 8 859 | 2 / 15 |
|  | Centern i Finland   | C     | Antti Kaikkonen    | center         | agrarianism           | 23 / 200 | 2 448 / 8 859 | 2 / 15 |
|  | Gröna förbundet     | Gröna | Sofia Virta        | center-vänster | grön ideologi         | 13 / 200 | 432 / 8 859   | 2 / 15 |
|  | Vänsterförbundet    | VF    | Minja Koskela      | vänster        | demokratisk socialism | 11 / 200 | 508 / 8 859   | 3 / 15 |
|  | Svenska folkpartiet | SFP   | Anders Adlercreutz | center-höger   | liberalism            | 9 / 200  | 463 / 8 859   | 1 / 15 |
|  | Kristdemokraterna   | KD    | Sari Essayah       | center-höger   | kristdemokrati        | 5 / 200  | 309 / 8 859   | 0 / 15 |
|  | Rörelse Nu          | Rör   | Hjallis Harkimo    | folkets parti  | direktdemokrati       | 1 / 200  | 49 / 8 859    | 0 / 15 |

### Partier som inte är representerade i riksdagen
- Djurrättspartiet i Finland (EOP)
- Feministiska partiet (FP)
- Finlands kommunistiska parti (FKP)
- Kommunistiska Arbetarpartiet - för fred och socialism (KTP)
- Kristall Parti
- Liberalpartiet – Frihet att välja
- Medborgarpartiet
- Piratpartiet (Pir)
- Självständighetspartiet (IPU)
- Suomen Kansa Ensin (SKE)
- De Blåa
- Rörelsen sju stjärnor
- Makten tillhör folket (VKK)

### Partier på Åland
- Moderat Samling för Åland (Mså)
- Liberalerna på Åland (Lib)
- Obunden samling (ObS)
- Ålands Framtid (ÅS)
- Ålands socialdemokrater (ÅSD)
- Åländsk Center (C)
- Åländsk Demokrati (ÅD)
- Hållbart initiativ (Hi)